# Lucia dos Santos
Lúcia de Jesus Rosa dos Santos (conosciuta in italiano come Suor Lucia di Fátima o Suor Maria Lucia di Gesù e del Cuore Immacolato) O.C.D (Aljustrel, 28 marzo 1907 – Coimbra, 13 febbraio 2005) è stata una monaca cristiana portoghese, nota per essere stata una dei tre "pastorelli" che assistettero alle apparizioni della Vergine Maria a Fátima, Portogallo.
Insieme a lei assistettero alle apparizioni i suoi cugini, i fratelli Giacinta e Francesco Marto, proclamati beati nel 2000 e canonizzati nel 2017. Anche suor Lucia è già acclamata e venerata nella devozione popolare con l'attributo di mistica delle apparizioni di Fátima.
Questo appellativo si inserisce in una tradizione di visioni e devozione mistica ai Sacri Cuori avuta tra gli altri da santa Teresa d'Avila, riformatrice dell'Ordine Carmelitano.

## Biografia

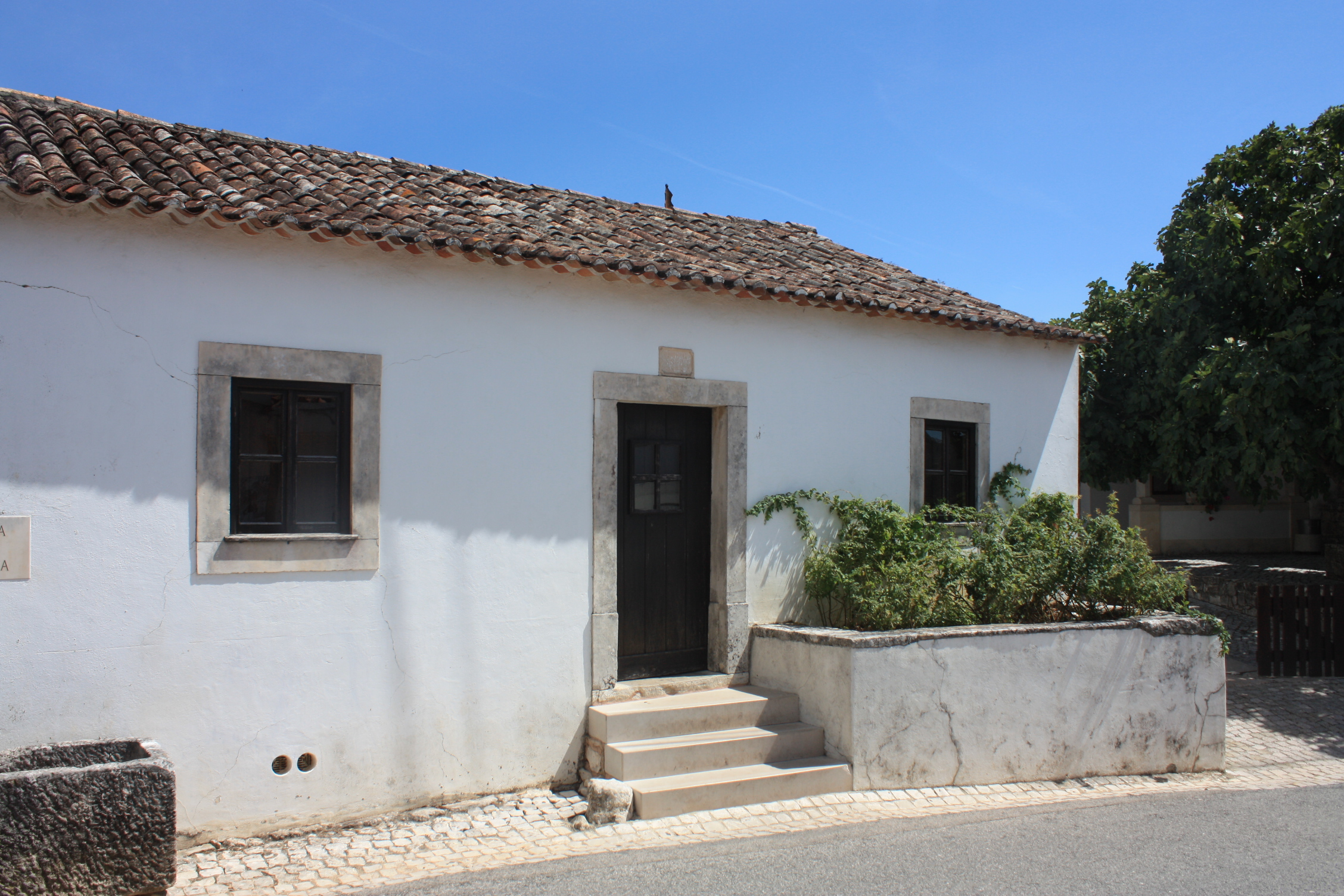
Casa natale di Lucia nel villaggio di Aljustrel, a Fátima (Portogallo).

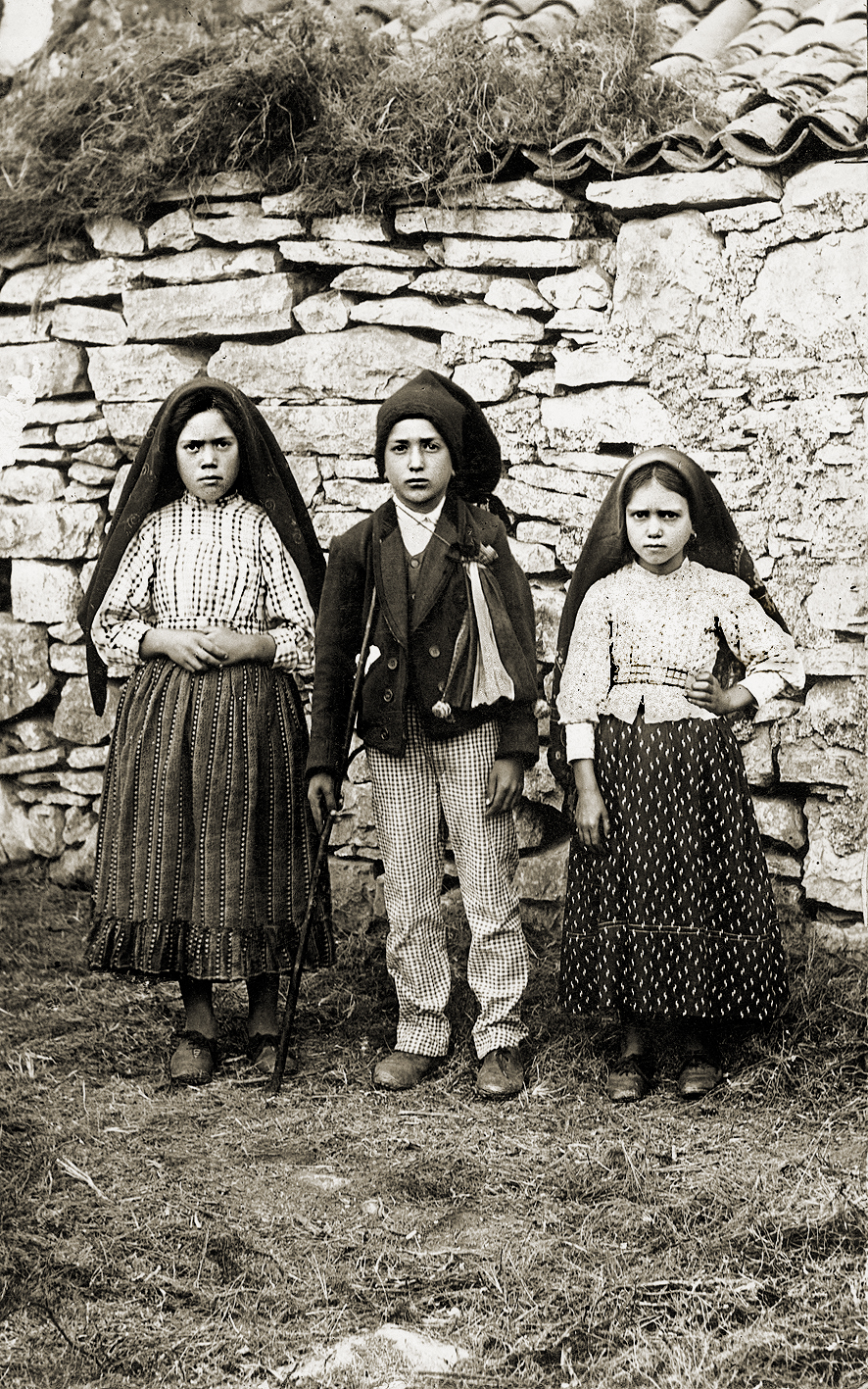
I tre "pastorelli" all'epoca delle apparizioni. Lucia è la prima a sinistra.

### Infanzia
Nacque il 28 marzo 1907, giovedì santo, a Aljustrel, borgata di Fatima, da António dos Santos e Maria Rosa, quale ultima di quattro sorelle e un fratello. In vista della celebrazione del triduo pasquale, il parroco di Fátima don Manuel Joaquim de Oliveira si rifiutava di battezzare durante il sabato santo i bambini che non fossero nati almeno da una settimana. António dos Santos, allora, per far ricevere il battesimo prima di Pasqua alla neonata, riferì al presbitero che ella fosse in realtà nata il 22 marzo.
La famiglia dos Santos era una famiglia povera che viveva grazie ai prodotti del gregge; Lucia si dedicò fin da quando le fu possibile ad aiutare in casa i genitori, badando dapprima alle galline e ai conigli e infine anche al gregge. Oltre ad essere una famiglia povera, nessuno dei membri ricevette un'istruzione, ma i genitori trasmisero ai figli i valori dell'educazione cristiana che spinsero Lucia a prendersi cura dei poveri e dei vagabondi della borgata.

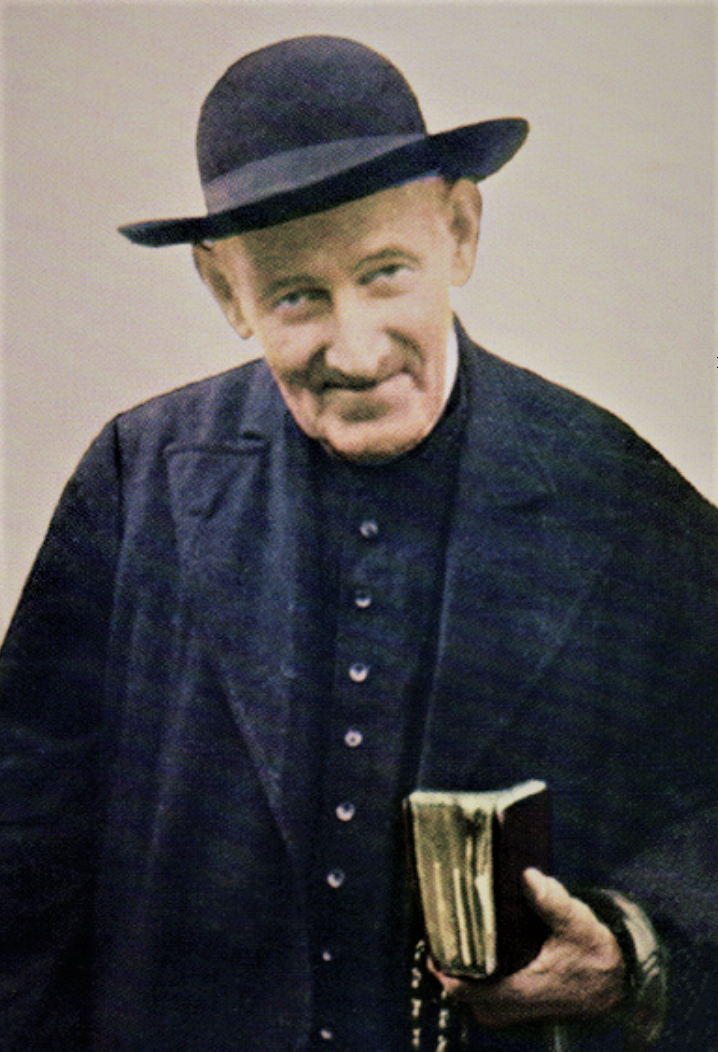
Il reverendo e servo di Dio Francisco Rodrigues da Cruz in una foto degli anni 40. Nel 1913 raccomandò Lucia alla prima comunione.

Quando Lucia ebbe sei anni, la madre Maria Rosa, la catechista della zona, mandò la figlia ad assistere alle lezioni di catechismo del parroco, il reverendo don Pena, in preparazione alla prima comunione, sebbene la figlia non avesse ancora compiuto i sette anni imposti da papa Pio X come età minima per ricevere questo sacramento. Dopo il netto rifiuto del parroco, Lucia si mise a piangere in chiesa e, notata da un assistente del parroco, il reverendo e servo di Dio Francisco Rodrigues da Cruz, le fu chiesto il motivo del pianto. Dopo aver sentite le ragioni, da Cruz esaminò Lucia sulle materie di fede e del sacramento dell'eucaristia e garantì a don Pena che ella era già pronta per la prima comunione. Lucia ricevette la prima comunione il 30 maggio 1913, festa del Sacro Cuore di Gesù.

### Le prime esperienze mistiche

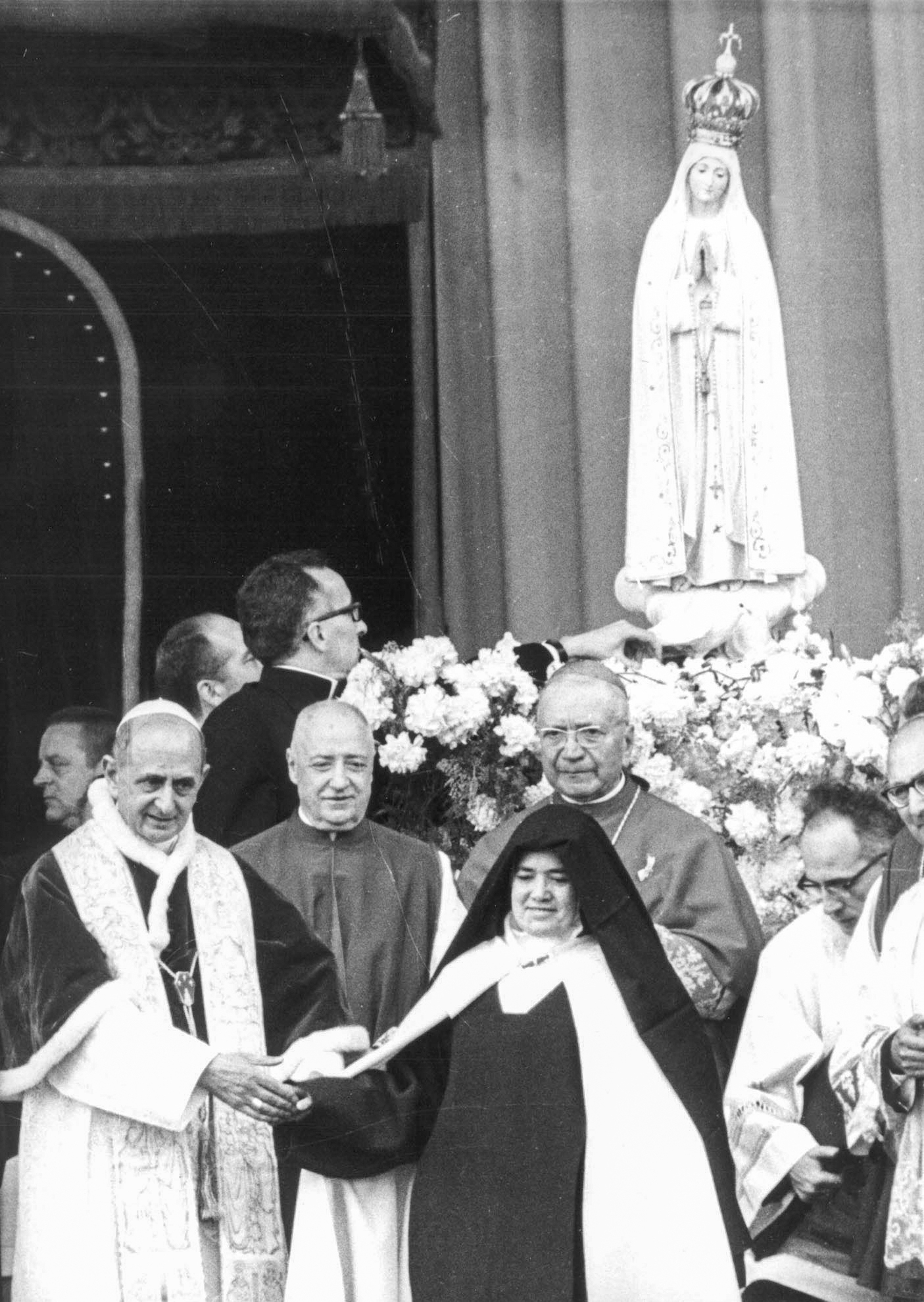
Papa Paolo VI con Suor Lucia.

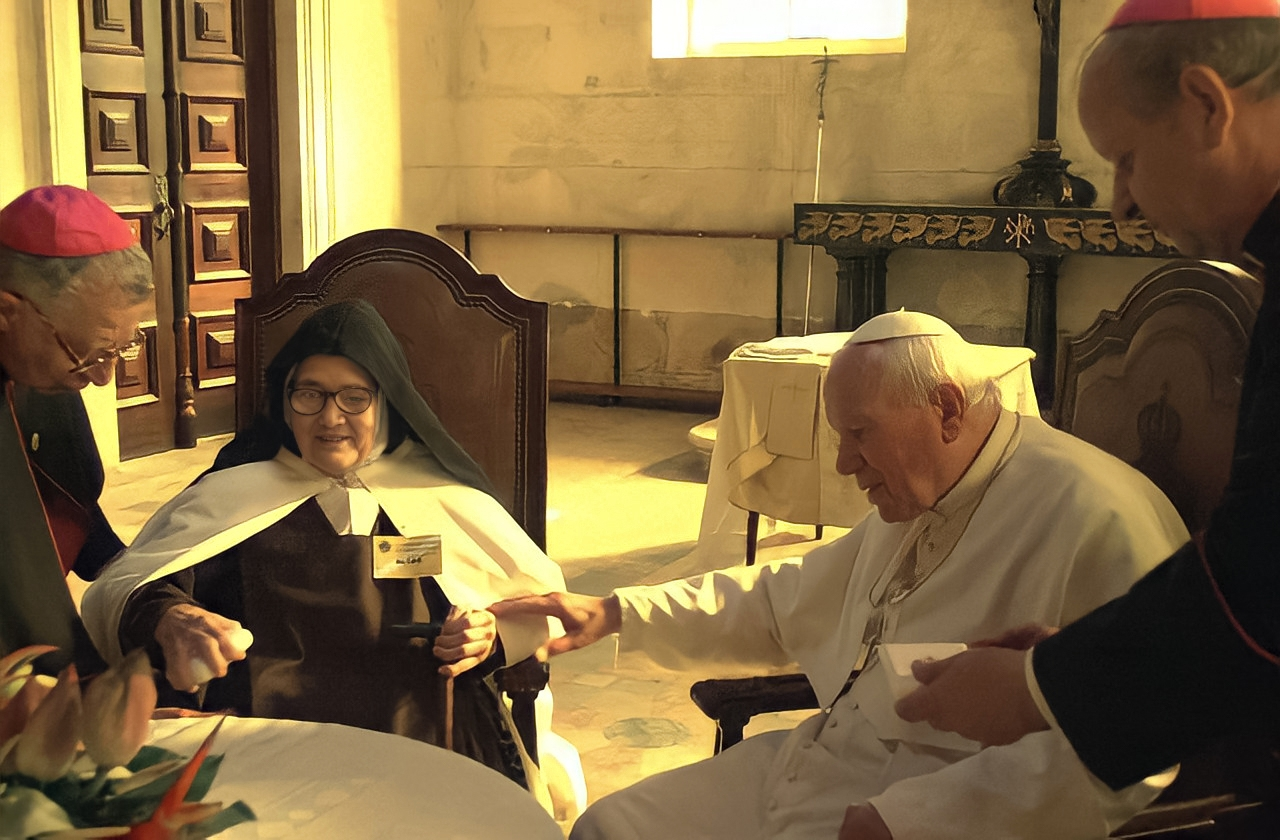
Incontro di Suor Lucia con papa Giovanni Paolo II il 13 maggio 2000.

All'età di sette anni, nel 1915, la madre diede il compito a Lucia di far pascolare il gregge affinché si responsabilizzasse, nonostante il padre e le sorelle fossero contrari a questa idea. Presto altre compagne e amiche si unirono a lei per aiutarla a condurre il gregge, ma anche per starle vicino e condividere i momenti di gioco. Lucia raccontò nelle sue memorie che durante un'uscita con il gregge insieme ad altre tre compagne, mentre erano nelle vicinanze del monte Cabeço, sperimentò un'esperienza mistica durante la recitazione del rosario. La pastorella insieme alle tre amiche asserì di aver visto una figura come avvolta in un lenzuolo di cui non si riuscivano a vedere gli occhi e il viso, sospesa sopra gli alberi e che rimase in quella posizione per tutta la recita della preghiera.
Nel 1916, in un giorno imprecisato di primavera, Lucia stava ancora pascolando il gregge, questa volta con i cugini Francesco e Giacinta, figli di Olímpia dos Santos, sorella del padre António, quando, secondo il suo racconto, mentre si trovavano in una grotta della località di Chousa Velha per un momento di pausa, la figura misteriosa sarebbe riapparsa presentandosi come «l'angelo della pace» invitando i tre a pregare con questa preghiera:
Lo stesso anno, in un giorno d'estate, Lucia e i cugini stavano trascorrendo il pomeriggio nell'orto della sua famiglia, quando, sempre secondo il racconto della futura suora, l'angelo riapparve, questa volta presentandosi come l'angelo custode del Portogallo, rimproverando i tre di non stare pregando e chiedendo di offrire sacrifici di riparazione per le offese subite da Dio da parte dei peccatori.

### Le apparizioni della Madonna di Fátima
Le apparizioni mariane, secondo il racconto di Lucia, ebbero inizio il 13 maggio 1917 e si sarebbero ripetute altre cinque volte, fino al 13 ottobre: nell'incontro del 13 luglio, la Madonna avrebbe rivelato un segreto (diviso in tre parti) che avrebbe dovuto essere rivelato solo al tempo stabilito; la Madonna avrebbe aggiunto che Francesco e Giacinta sarebbero morti presto, mentre Lucia, la più grande dei tre bambini, sarebbe restata a lungo sulla Terra. I pastorelli raccontarono di aver visto una donna vestita con una tunica bianca che scendeva fino ai piedi, con un lungo mantello che le copriva il capo, con la bianca corona del Rosario nella mano destra e con i piedi poggiati su una piccola nube, al di sopra di un elce (albero detto anche leccio). All'epoca dei fatti Lucia aveva solo 10 anni ed era del tutto analfabeta.

### Dopo le apparizioni
Dopo le apparizioni e la morte dei cugini, Lucia decise di lasciare definitivamente Fatima per dedicarsi alla vita religiosa. Nel 1921 si trasferì a Oporto, dove studiò nel collegio cattolico di Vilar diretto dalle Suore di Santa Dorotea. Vestì l'abito religioso nel 1925, a diciott’anni, prendendo il nome di suor Maria Lucia dell'Addolorata, a Tui in Spagna. Fece la professione temporanea il 3 ottobre 1928 e il 3 ottobre 1934 quella perpetua. Il 25 marzo 1948 si trasferì a Coimbra, dove entrò a far parte delle Monache Carmelitane Scalze con il nome di suor Maria Lucia di Gesù e del Cuore Immacolato. 
Lucia riportò che anche dopo le apparizioni del 1917 avrebbe continuato a ricevere messaggi da parte della Madonna: il 10 dicembre 1925, mentre si trovava nel convento delle dorotee a Pontevedra, in Spagna, avrebbe avuto una nuova apparizione della Vergine, che le aveva comunicato la sua "Grande Promessa", la comunione riparatrice nei primi cinque sabati del mese. 
Sempre secondo la sua testimonianza, un’altra apparizione l'avrebbe avuta a Tui nel 1929: in tale occasione, mentre suor Lucia era nella cappella del convento a pregare, avrebbe ricevuto una seconda visita dalla Madonna che raccomandò alla veggente di inviare una lettera al papa, chiedendogli di consacrare la Russia al suo Cuore Immacolato. Poiché questo non avvenne, due anni dopo, mentre si trovava convalescente a Riaño, poco distante da Pontevedra, riferì un'altra visione, questa volta di Gesù stesso, che si sarebbe lamentato per la lentezza della Chiesa nell'adempiere alle sue richieste: 

### Morte
Suor Lucia morì nel convento carmelitano di Coimbra il 13 febbraio 2005, all'età di 97 anni, dopo aver passato quasi tutto il resto della sua vita in clausura. Ha ricevuto sepoltura all'interno del Santuario di Fátima, nella cappella in cui riposano anche i cugini Giacinta e Francesco.

## La causa di beatificazione
Dopo che il 13 febbraio 2008 papa Benedetto XVI aveva concesso la dispensa dai cinque anni di attesa dalla morte, necessari per l'avvio della causa di beatificazione, il 28 aprile 2008 fu presentata la domanda per aprire la causa stessa. L'anno seguente fu istituito il tribunale, i cui lavori terminarono il 13 febbraio 2017 nel Carmelo di Coimbra.
Da quel momento Suor Lucia aveva il titolo di Serva di Dio.
Il 22 giugno 2023 vengono riconosciute le virtù eroiche da papa Francesco e da quel momento è diventata venerabile.

## Opere
- Memórias, edição crítica de Cristina Sobral, apresentação de Marco Daniel Duarte, Santuário de Fátima, Fátima 2016. ISBN 978-989-8418-08-1
- p. Luigi Kondor SVD (a cura di), Memorie di Suor Lucia (PDF), 8ª ed., Fatima, Secretariado dos pastorinhos, 2005, ISBN 978-972-8524-31-9. URL consultato il 9 giugno 2019 (archiviato dall'url originale il 6 ottobre 2014).